# Pehr Sundström
Pehr Sundström, född 27 maj 1783 i Mjölby församling, Östergötlands län, död 23 oktober 1852 i Mjölby församling, Östergötlands län, var en svensk präst i Mjölby församling.

## Biografi
Pehr Sundström föddes 1783 i Mjölby församling. Han var son till mjölnaren Karl Sundström och Christina Nilsdotter. Sundström blev 1802 student vid Uppsala universitet och 1807 vid Greifswalds universitet. Sistnämnda år avlade han filosofie magisterexamen och prästvigdes 17 juni 1810. Sundström blev 31 december 1810 extra ordinarie bataljonspredikant vid livgrenadjärregementet och 3 mars 1812 ordinarie bataljonspredikant vid samma regemente. Sundström följde med regementet 1813 till Tyskland och 1814 till Norge. 1821 blev han regementspastor vid första livgrenadjärregementet. Sundström blev 23 april 1823 kyrkoherde i Mjölby församling, tillträdde 1825. Den 24 april 1839 blev han prost. Sundström avled 1852 i Mjölby församling och begravdes på Mjölby gamla kyrkogård, där en gravsten finns bevarad över honom.

### Familj
Sundström gifte sig 6 februari 1813 med Hedvig Elisabet Grönberg (1787–1859). De fick tillsammans barnen Christina Elisabet Sundström (född 1813) som var gift med kyrkoherden Jonas Peter Sundström i Godegårds församling, Sofia Augusta Sundström (född 1814) som var gift med organisten Anders Christoffer Larsson i Mjölby församling, Hedvig Juliana Sundström (född 1816) som var gift med kyrkoherden Carl Gustaf Ryberg i Mjölby församling, brukspatronen Per Alfred Sundström (född 1818), inspektorn Axel Hjalmar Sundström (1819–1862) på Boxholms bruk, styckjunkaren Claes Alarik Sundström (född 1821) vid Göta artilleri, bokhållaren Fredrik Albert Sundström (född 1823) vid Charlottenbergs bruk, Lovisa Amalia Sundström (född 1824) som var gift med fanjunkaren Bror vilhelm Hydén i Linköping, brukspatronen Oscar Sundström (1826–1889) vid Charlottenbergs bruk, Henrietta Josefina Sundström (född 1827) som var gift med sågverksägaren Carl Nilsson i Ny församling, Fritiof Mikael Sundström (1829–1829) och Ingeborg Euphrosyne Sundström (1829–1829).